# Troy Brosnan
Troy Brosnan (ur. 13 lipca 1993 w Adelaide) – australijski kolarz górski, wielokrotny medalista mistrzostw świata.

## Kariera
Pierwszy sukces w karierze Troy Brosnan osiągnął w 2010 roku, kiedy zdobył złoty medal w kategorii juniorów podczas mistrzostw świata w Mt-Sainte-Anne. Wynik ten powtórzył na rozgrywanych rok później mistrzostwach świata w Champéry. W 2013 roku wystartował w kategorii elite na mistrzostwach świata w Pietermaritzburgu, zajmując dziesiątą pozycję. W zawodach Pucharu Świata po raz pierwszy na podium stanął 8 czerwca 2014 roku w Fort William, gdzie od razu zwyciężył. W sezonie 2014 jeszcze dwukrotnie stanął na podium: 15 czerwca w Leogang i 9 sierpnia w Windham był trzeci. W klasyfikacji końcowej zajął ostatecznie trzecie miejsce, przegrywając tylko z Brytyjczykiem Joshem Brycelandem i Aaronem Gwinem z USA.